# 平陽蝨蚜
平陽蝨蚜（学名：Allothoracaphis piyamanensis）为扁蚜科別胸扁蚜屬下的一个种。